# Alba casulla
La alba casulla es una vestidura de lino blanco de allí su nombre latino  de casulla alba (blanca) que cubre desde el cuello y hasta los tobillos (al igual que
el alba), pero no se distinguen claramente las mangas, pues es un manto amplio. Tampoco
lleva ceñido el cíngulo a la cintura.

El alba casulla es usada por los curas o sacerdotes católicos que acompañan al que preside alguna
celebración litúrgica. Sobre el alba casulla se coloca únicamente la estola, pues con esta
vestidura no se utiliza la casulla.